# Церква Вознесіння Господнього (Чортків)
Церква Вознесіння Господнього — культова споруда, діючий греко-католицький храм, розташований у місцевості Долішня Вигнанка в місті Чорткові Тернопільської области. Є витвором народної архітектури, унікальним зразком українського дерев'яного будівництва. Храм споруджено без жодного цвяха 1630 року.
Оголошена пам'яткою архітектури національного значення (охоронний номер 684).

## Історія

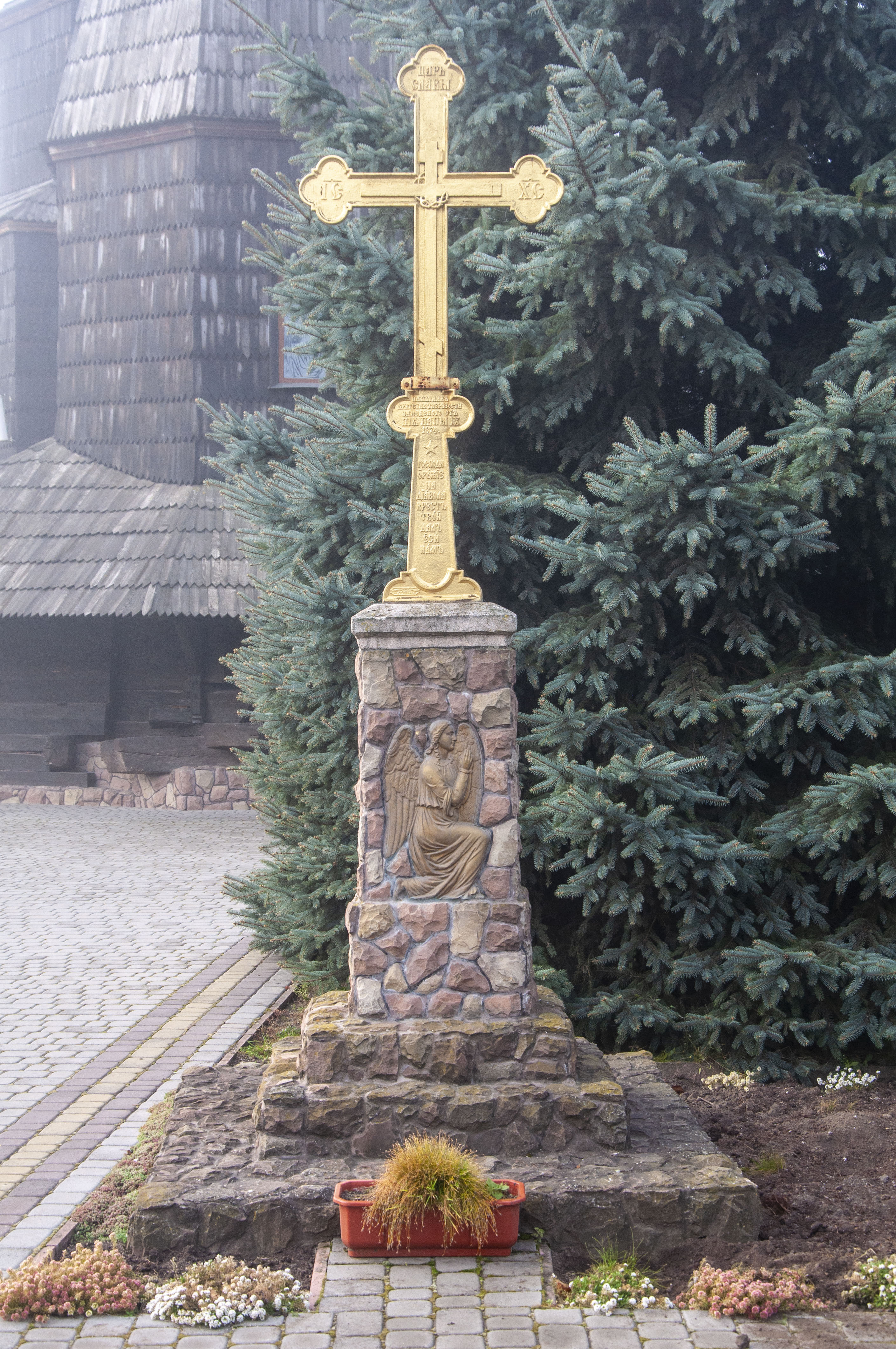
Пам'ятний хрест на честь святої Тверезості

Родина Потоцьких, окрім багатьох інших місць, займались розвитком Чорткова. Подільському генеральному старості, римо-католику Стефанові Потоцькому (1568—1631)[джерело?], дружиною якого була Марія Могилівна, православна за віросповіданням і кузина Митрополита Петра Могили, зобов'язана заснуванням дерев'яна пам'ятка храмової архітектури, розташована поруч з давнім замком.
Парафія заснована у 1717 році, а храм збудовано ще у 1630 році. Він сильно постраждав від нападів турків і татар у 1640 та 1672 роках, але був повністю відбудований у 1717 році. Тоді ж церква, яка раніше носила титул Святого Миколая, отримала нове ім'я — Вознесенська, а парафія стала греко-католицькою. Будівництво фінансували жителі Долішньої Вигнанки, а також церковне братство та ремісники Чорткова.
Протягом початку та середини XX століття церква була занедбана і не діяла. У липні 1967 року архітектор В. Захаров розробив проєкт її реставрації, після якої храм отримав статус державної пам'ятки дерев'яної архітектури XVIII століття. Після 1946 року греко-католики продовжували проводити підпільні богослужіння, а перша публічна відправа після виходу з підпілля відбулася на Великдень 1989 року у капличці на цвинтарі в Синяково. З 2003 по 2014 рік о. Андрію Мельнику вдалося залучити нових парафіян та провести масштабні реставраційні роботи.
28 травня 2017 року з нагоди 300-річчя храму Божественну Літургію очолили митрополит Василій Семенюк та єпарх Димитрій Григорак.
При парафії діють братство «Апостольство молитви», спільноти «Матері в молитві» і «Українська молодь — Христові», а також біблійний гурток та товариство «Милосердя». У власності парафії є проборство.

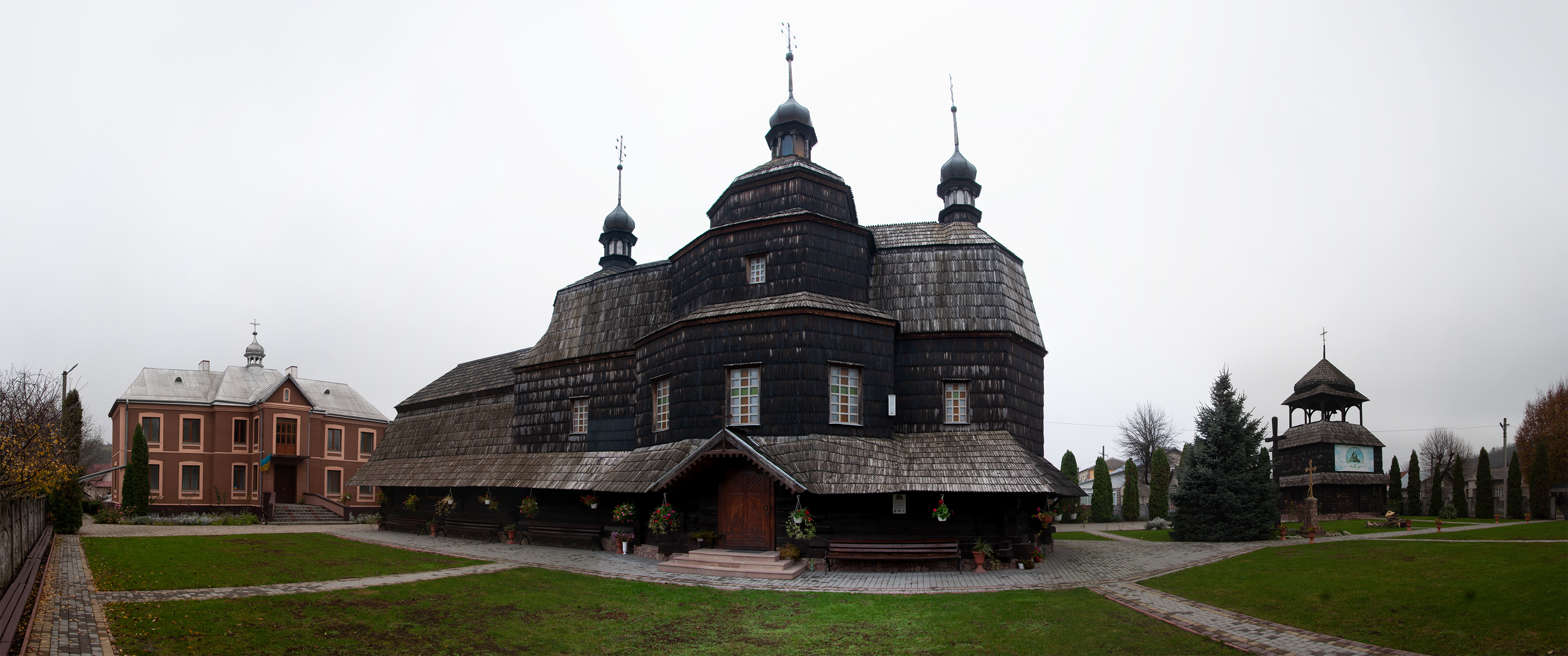
Церква Вознесіння Господнього

### Пам'ятний хрест на честь святої Тверезості
У 1874 році на території церкви встановлено пам'ятний знак на честь Тверезості.
Хрест виготовлений із литого чавуну (1,7 м), а постамент — з каменю (1,3 м).

## Архітектура
Частини тризрубної дерев'яної церковної будівлі довжиною 25 м з одним (бічні) і двома (середній) заламами верхніх ярусів при однаковій висоті мають різний периметр і завершення, згладжені за допомогою симетричною даху над бічними частинами. Вінчає конструкцію переважна висота зімкненої покрівлі центральній частині і три декоративних главки.

## Парохи
| Ім'я                              | Роки        | Світлини |
| --------------------------------- | ----------- | -------- |
| о. Петро Дудинський               | 1890—1905   |          |
| о. Яків Тимчук                    |             |          |
| о. Дідич                          |             |          |
| о. Йосиф Білан                    |             |          |
| о. Михайло Коржинський            |             |          |
| о. Тарас Сеньків                  |             |          |
| о. Григорій Канак                 |             |          |
| о. Роман Гончарик                 | (1994—2003) |          |
| о. Андрій Мельник (від 2003)      |             |          |
| о. Володимир Білінчук (2009—2013) |             |          |
| о. Мар'ян Лемчук (від 2013)       |             |          |